# Appell gegen Prostitution
Der Appell gegen Prostitution ist eine im Herbst 2013 von Alice Schwarzer und der von ihr herausgegebenen Zeitschrift Emma initiierte Kampagne gegen Prostitution und insbesondere das deutsche Prostitutionsgesetz, die sich primär an die deutsche Bundespolitik richtet. Sie wurde im Vorgang zur Veröffentlichung von Schwarzers Buch Prostitution – Ein deutscher Skandal begonnen und in der Folge kontrovers diskutiert.

## Vorgeschichte
Alice Schwarzer ist mit ihrer seit 1977 erscheinenden Zeitschrift Emma bereits seit den ersten Jahrgängen gegen die Prostitution engagiert. Ende 2006 veröffentlichte Schwarzer in der Jubiläumsausgabe zum dreißigjährigen Bestehen der Emma (Heft Januar/Februar 2007) ein Dossier gegen Prostitution, das den „Mythos der Freiwilligkeit“ analysierte. Die Veröffentlichung wurde unter anderem vom Prostituiertenverband Initiative Fair Paysex und von Teilen der Presse kritisiert. Ein ähnliches Dossier folgte 2011. Die seit 2006 in Emma publizierten Texte bilden die Grundlage des im November 2013 veröffentlichten Buchs zur Anti-Prostitutions-Kampagne.
Das Thema Prostitution in Deutschland wurde bereits vor dem Start des Appells öffentlichkeitswirksam diskutiert. Prominente Beispiele sind die von einem Rekordwert von über sechs Millionen Zuschauern verfolgte ARD-Talkshow Günther Jauch zum Thema Prostitution im Dezember 2012 – mit Alice Schwarzer als einem der Gäste –, die im Mai 2013 erschienene Spiegel-Titelgeschichte Bordell Deutschland: Wie der Staat Frauenhandel und Prostitution fördert und die ARD-Dokumentation Sex – Made in Germany: Prostitution und ihre Profiteure, die im Juni 2013 erstausgestrahlt wurde.
Im August 2013 kam es von Seiten der Emma zu Vorwürfen gegenüber der Redaktion der taz, nachdem ein kritischer Kommentar über Prostitution der Stuttgarter Sozialarbeiterin Sabine Constabel nicht, wie zunächst geplant, von der taz, sondern schließlich von Emma veröffentlicht wurde. Der Kommentar bezog sich auf einen Debattenbeitrag der Frankfurter Prostituierten-Selbsthilfeorganisation Doña Carmen, der wiederum Alice Schwarzers zuvor in der taz veröffentlichte Gleichsetzung der heutigen Akzeptanz von Prostitution mit der früheren Akzeptanz von Pädophilie kritisiert hatte. Die Emma-Redaktion warf der Zeitung im Zusammenhang des Umgangs der zuständigen Redakteurinnen mit der Gastkommentatorin Constabel und ihrem prostitutionskritischen Text ideologische Motivation sowie „Zensur“ und „Lüge“ vor. Constabel war in der zwei Monate später gestarteten Emma-Kampagne mit zahlreichen Medienauftritten eine der zentralen Mitwirkenden.
Im Oktober 2012 sprach Chantal Louis noch von etwa 150.000 Frauen, die in Deutschland in der Prostitution arbeiten.

## Kampagne „Appell gegen Prostitution“ 2013
Im Oktober 2013 startete Alice Schwarzer mit der von ihr geleiteten Zeitschrift Emma den Appell zur Abschaffung von Prostitution. Diesen sandte sie zuerst Prominenten und bekannten Organisationen mit der Bitte zur Unterzeichnung zu, setzte die Fotos der Unterzeichner, nach dem Prinzip der Kampagne Wir haben abgetrieben!, auf den Titel der Ausgabe November/Dezember 2013 und ließ dann, parallel zu einer Tour zusammen mit Emma-Redakteurin Chantal Louis durch Talkshows und Pressekonferenzen, eine Unterschriftenaktion im Internet laufen. Mit der Emma-Ausgabe Januar/Februar 2014 wurde die Kampagne in mehreren Artikeln fortgesetzt.

### Inhalt des Appells
Der Appell gegen Prostitution fordert eine Rücknahme des Prostitutionsgesetzes von 2002, das die Prostitution zivilrechtlich als reguläres Gewerbe kodifiziert und ihre Ausübung damit liberalisiert hatte. Dadurch sei „Deutschland zu Europas Drehscheibe für Frauenhandel und zum Paradies der Sextouristen aus den Nachbarländern geworden“, so der Appell. Stattdessen wird eine gesellschaftliche wie gesetzliche Ächtung der Freier, welche als Frauenkäufer bezeichnet werden, gefordert, wenn nötig, auch Bestrafung mittels neuer strafrechtlicher Mittel nach schwedischem Modell. Zudem sollen Präventions- und Aufklärungsarbeit in Deutschland und in den Herkunftsländern der Prostituierten bereits in den Schulen, Schutz vor Abschiebung von Zeuginnen sowie deren Aufenthaltsrecht,
Unterstützung von Frauen, die aus dem Beruf aussteigen wollen, gefördert werden sowie Maßnahmen, „die kurzfristig zur Eindämmung und langfristig zur Abschaffung des Systems Prostitution führen“.
Zur Begründung wird ausgeführt, Prostitution sei moderne Sklaverei mit „Ausbeutung und zugleich Fortschreibung der traditionell gewachsenen Ungleichheit zwischen Männern und Frauen“, sie degradiere Frauen zum „käuflichen Geschlecht“, brutalisiere das Begehren und verletze die Menschenwürde von Männern und Frauen, „auch die der sogenannt ,freiwilligen‘ Prostituierten“. Das Prostitutionsgesetz von 2002 trage hingegen die Handschrift der Frauenhändler und ihrer Lobbyisten.
Emma-Redakteurin Chantal Louis und Herausgeberin Alice Schwarzer sprachen (anders als noch Oktober 2012) nunmehr von geschätzten 700.000 Prostituierten in Deutschland.

### Unterschriftenaktion
Laut Eigenangabe der Zeitschrift Emma lag die Gesamtzahl der Unterschriften am 20. Dezember 2013 bei über 10.000. Neben der Initiatorin, Emma-Chefredakteurin Alice Schwarzer, gehören zu den 90 Erstunterzeichnern:
- die sechs Bundessprecherinnen der kommunalen Frauenbüros und Gleichstellungsstellen
- die Vorsitzende und die Ehrenvorsitzende der Frauen Union der CDU Deutschlands, Maria Böhmer und Rita Süssmuth, sowie die Landesvorsitzende der Frauen-Union der CSU, Angelika Niebler, und ihre vier Stellvertreterinnen
- die Vorsitzende des Landesfrauenrats Baden-Württemberg, Angelika Klingel[25]
- die Initiative Femen Deutschland

sowie unter anderen folgende Erstunterzeichner:
- Lea Ackermann
- Seyran Ateş
- Senta Berger
- Charlotte Britz
- Karen Duve
- Ursula Engelen-Kefer
- Lisa Fitz
- Cornelia Froboess
- Wassilios Fthenakis
- Maria Furtwängler
- Petra Gehring
- Heiner Geißler
- Fritzi Haberlandt
- Bodo Hombach
- Margot Käßmann
- Necla Kelek
- Charlotte Knobloch
- Silvana Koch-Mehrin
- Sonya Kraus
- Ellen Lohr
- Reinhard Mey
- Wolfgang Niedecken
- Dieter Nuhr
- Julia Onken
- Christian Pfeiffer
- Georg Ringsgwandl
- Frank Schätzing
- Jutta Speidel
- Jasmin Tabatabai
- Rosemarie Trockel
- Margarethe von Trotta
- Katharina Wackernagel
- Hans-Ulrich Wehler
- Maria von Welser
- Sarah Wiener
- Ranga Yogeshwar

Später folgten unter anderen folgende Einzelpersonen:
- Annegret Kramp-Karrenbauer
- David McAllister
- Reinhold Messner
- Renate Schmidt
- Katja Riemann

### BuchveröffentlichungProstitution – Ein deutscher Skandal
Der Appell wurde knapp eine Woche vor dem Erscheinen des Buches Prostitution – Ein deutscher Skandal in den Medien lanciert. Das Buch selbst erschien am 7. November 2013 bei Kiepenheuer & Witsch und ist sowohl als 322-seitiges Taschenbuch als auch als E-Book erhältlich. Das Buch wurde auf der Website von Alice Schwarzer und der Emma als „Das Buch zum Appell“ beworben. In der Rheinischen Post und im Neuen Deutschland warfen Gegner Schwarzer vor, der Appell sei auch eine Marketingkampagne, um das Buch zu verkaufen. Bei Direktkauf gab es zwei Emma-Ausgaben dazu.
Das Buch ist eine Zusammenstellung von 14 Texten verschiedener Beteiligter aus dem Prostitutionsbereich, die aus deren persönlichem Blickwinkel geschrieben und die teilweise schon vor 20 Jahren in der Emma veröffentlicht wurden. Vier Kapitel teilen das Buch grob ein: Die Folgen der Reform und der Widerstand, Ich will nicht länger lügen – Prostituierte reden, Reicher Sextourist und arme Prostituierte, Blick zurück und Block nach vorn. Dazu gibt es noch eine Chronik von 1871–2013. Jedes dieser Kapitel ist in kleinere Kapitel unterteilt. Alle Autoren zeichnen ein negatives Bild von Prostitution und lehnen diese ab. Schwarzer veranstaltete am 14. November 2013 eine Podiumsdiskussion in der Urania, in der sie als Gäste den Augsburger Kriminalkommissar Helmut Sporer, die Sozialarbeiterin Sabine Constabel und eine Ex-Prostituierte namens „Marie“ zur Diskussion bat.

### Weitere Elemente der Kampagne
Die Zeitschrift ruft im Rahmen der Kampagne außer zur größtmöglichen Verbreitung des eigentlichen Appells unter anderem dazu auf, Aufkleber mit der Aufschrift „PROSTITUTION FRAUENKAUF Geht gar nicht!“, welche die Zeitschrift kommerziell vertreibt, „massenhaft zu verbreiten“ und „überall“ an öffentlichen Orten anzubringen: darunter ausdrücklich in Supermärkten, an Litfaßsäulen, in Kinos, an Rathäusern, vor Schulen sowie auf Türen von Bordellen. Zusätzlich soll zum Beispiel das Ordnungsamt angerufen werden, wenn Bordelle mit ihren sexuellen Dienstleistungen werben; männliche Freunde sollen in Örtlichkeiten der Prostitution geschickt werden, um nach den Tarifen zu fragen. In Zeitungen, im Internet und in der Nachbarschaft soll nach Bordellen, Straßenstrichen und von Prostituierten genutzten Wohnungen gesucht und die Arbeitsumstände der Frauen recherchiert werden. Emma ruft Prostitutionsgegner dazu auf, sich mit der Zeitschrift und anderen Organisationen zu vernetzen, welche die Kampagne unterstützen.

## Rezeption

### Medienecho
Der Appell bekam vor allem durch die Beteiligung der vielen Prominenten ein erhebliches Echo in den Medien. Der Appell half, die Prostitution zum Thema mehrerer viel beachteter Fernseh-Talkshows zu machen, bei denen Gegner und Befürworter aufeinandertrafen. Auch in anderen TV-Sendungen sowie im Hörfunk, in Zeitungen und Zeitschriften sowie bei den Online-Medien führte der Appell zu kontroversen Diskussionen. Einerseits machten sich zahlreiche Kommentatoren die Argumente des Appells zu eigen. Andererseits entgegneten Kritiker, dass Schwarzer fragwürdige Zahlen verwende und kaum Quellen vorzuweisen habe. Sie erkläre Prostituiertenselbsthilfegruppen zu „gekauften LobbyistInnen“ und spreche Sexarbeiterinnen „pauschal die Befähigung ab, rational über ihr Leben zu bestimmen“. Dazu vermenge sie in unzulässiger Weise Prostitution und Zwangsprostitution, erkläre selbstbestimmte Prostituierte in unzulässiger Weise und gegen deren Willen zu Opfern, wolle vor allem ihre eigenen Wertvorstellungen durchsetzen und erwecke mit der gleichzeitigen Buchveröffentlichung den Verdacht, bei der Prominenten-Kampagne gehe es „nicht nur um Moral, sondern auch um Marketing“. Ein Verbot und die Bestrafung der Freier diene den betroffenen Frauen nicht, besser sei es, die Rechte der Prostituierten zu stärken. Die Redaktion des ARD-Magazins Panorama, die für sich in Anspruch nahm, die Debatte über negative Auswirkungen des Prostitutionsgesetzes von 2002 durch mehrere kritische Beiträge seit 2011 maßgeblich mitangestoßen zu haben, distanzierte sich vom Appell gegen Prostitution, den sie als „verlogene Kampagne gegen die Prostituierten“ einer „Allianz der Sittenwächter“ bezeichnete. Schwarzers Appell gehe es nicht um notwendige Verbrechensbekämpfung, sondern um Moral.

### Debatte über Prostitution auf politischer Ebene
Die Veröffentlichung des Buches und die Kampagne liefen parallel zu Diskussionen über Freierbestrafung in Frankreich und Koalitionsverhandlungen des Kabinetts Merkel III, so dass das Thema Prostitution nochmal eine ganz eigene Dynamik bekam und Diskussionen über die Grundsätzlichkeit von Prostitution laut wurden.
Deutlich positiv bewertet wurde der Appell vom innenpolitischen Sprecher der Unionsfraktion im Bundestag, Hans-Peter Uhl (CSU), sowie von der Frauen-Union der CSU, die parallel bereits eine eigene, zum Parteitag im November 2013 gestartete Kampagne „Nein zu Zwangsprostitution“ mit eigenen Forderungen an die neue Bundesregierung erarbeitet hatte, auch wenn diese sich im Gegensatz zum „Appell gegen Prostitution“ ausschließlich auf den Teilaspekt der Zwangsprostitution beziehen.
Die Arbeitsgemeinschaft Sozialdemokratischer Frauen unterzeichnete den Appell zwar nicht, gab aber an, sich für Änderungen des Prostitutionsgesetzes einsetzen zu wollen. Gregor Gysi von Die Linke äußerte Bedenken, die Freier zu bestrafen, Menschenhandel und Zwangsprostitution müssten aber verschärft strafrechtlich verfolgt werden.
Auch in anderen europäischen Staaten, wie etwa in Österreich und der Schweiz, wurden dadurch Diskussionen über Prostitution und deren Verbot angeregt.

### Feministische Rezeption
In einer Pressemitteilung zu den Koalitionsverhandlungen über Menschenhandel und Prostitution forderte der Deutsche Frauenrat einen besseren Schutz von Opfern des Menschenhandels sowie eine Stärkung der Rechte und Sicherheiten von Prostituierten. „Populistische Kampagnen, die auf unredliche Weise Menschenhandel zum Zweck der sexuellen Ausbeutung mit Prostitution in eins setzten, seien hingegen nicht hilfreich, um die komplexen Probleme zu lösen.“
Der Verein Terre des Femmes – Menschenrechte für die Frau, deren Vorstandsvorsitzende (seit 2009) Irmingard Schewe-Gerigk das Gesetz von 2002 als Mitglied von Bündnis 90/Die Grünen mitinitiiert hatte, unterzeichnete den Appell nicht, vertritt jedoch keine einheitliche Position. Vorstandsmitglied Juliane Löffler kritisierte, dass Emma die Stimmen aus dem Gewerbe ignoriere. Die Terre-des-Femmes-Städtegruppe Rhein-Main unterstützt hingegen den Appell, da sich die Forderungen großteils mit denen von Terre des Femmes deckten. Nach dem Auftritt von Schewe-Gerigk bei der Sendung Menschen bei Maischberger am 22. November 2013 zum Thema Kann man Prostitution verbieten? veröffentlichte Terre des Femmes eine Stellungnahme, wonach der Vorstand sich aufgrund der im Verein kontrovers geführten Debatte nicht im Namen des gesamten Vereins für die im Appell gegen Prostitution geforderte Freierbestrafung aussprechen wollte. Das langfristige Ziel des Vereins sei jedoch weiterhin eine Gesellschaft ohne Prostitution.
Die Politikwissenschaftlerin und Journalistin Antje Schrupp stellte Fünf Thesen zu Prostitution auf. Darin beschreibt sie Prostitution für Frauen als „eine Möglichkeit, ein relativ gutes Einkommen zu erzielen, das sie anders nicht oder nur schwer erzielen können“, und damit als „Alternative zum sonstigen Arbeitsmarkt, zur Versorgerehe, zu informeller Arbeit“. Ins Zentrum gestellt werden müsse daher vielmehr die soziale Frage.
In einem Interview mit der FAZ im November 2013 spricht sich die französische Philosophin und Feministin Élisabeth Badinter gegen ein Verbot der Prostitution aus. Es müsse zwischen dem Kampf gegen mafiöse Zuhälter-Ringe und der Prostitution unterschieden werden. Frauen hätten das Recht, mit ihrem Körper zu machen, was sie wollen. „Ein Prostitutionsverbot würde die Lage der Prostituierten verschlimmern, weil sie dann im Verborgenen arbeiten müssten.“

### Rezeption durch mit Sexarbeit befasste Organisationen
Prostituiertenverbände wie Hydra und Doña Carmen sowie das Online-Magazins menschenhandel heute haben den Appell abgelehnt. Der erst im Oktober 2013 gegründete Berufsverband erotische und sexuelle Dienstleistungen wehrte sich vehement gegen den als Angriff empfundenen Appell und initiierte als Reaktion einen Gegenappell, Appell FÜR Prostitution. Unter den dort verzeichneten bislang über 1700 Unterzeichnern sind neben Sexarbeiterinnen, Sexarbeitern und anderen Bürgern auch bekannte Persönlichkeiten, Beratungsstellen für Prostituierte, Parteien und Opfer von Menschenhandel, die sich von dem Emma-Appell nicht angesprochen fühlten. Prominente Stimmen darunter widersprachen in offiziellen Stellungnahmen, Talkshows und Pressemitteilungen den Thesen und Vorwürfen Schwarzers, was wiederum auf den Seiten der Emma und der Website von Schwarzer negativ kommentiert wurde.
Ihre Buchvorstellung in der Berliner Urania war von heftigen Protesten begleitet. Doña Carmen verklagte die Zeitschrift Emma wegen Falschdarstellung und Verleumdung. Laut Urteil vom 25. November 2013 befand das Frankfurter Landgericht, dass ehrverletzende Angaben in der zweiten Auflage nicht mehr gedruckt werden dürfen, erlaubte aber den Verkauf der ersten Auflage mit diesen Behauptungen, weil sie im Kontext des Buches unbedeutend seien. Doña Carmen wertete dies als „unrühmliches Schandurteil“. Der Prostituiertenverband Hydra sah von einer Klage ab und veröffentlichte stattdessen eine offizielle Stellungnahme zu ehrverletzenden Behauptungen im Buch, die in leicht veränderter Form in der Emma-Ausgabe 1/14 nochmals publiziert wurden.
Eine prominente Wortführerin der Gegner der Emma-Kampagne ist die Prostituierte und Betreiberin des Café Pssst, Felicitas Schirow, die sich sowohl über die Medien als auch durch die Organisation einer eigenen, an die Öffentlichkeit gerichteten Veranstaltung gegen den von Schwarzer angeführten Appell äußerte und dabei eigene Experten zur Entkräftung der Positionen des Appells aufbieten konnte. Schirow und ihre Verbündeten wurden für ihr Engagement gegen den Appell von dessen Initiatoren hart angegriffen, zu einer Annäherung der beiden Seiten über strittige Inhalte kam es nicht.

### Rezeption durch Freier
Als Reaktion auf den Appell gegen Prostitution wandte sich die Freieroffensive Anfang 2014 in einem Offenen Brief gegen Freierbestrafung und den von Prostitutionsgegnern oft geäußerten Vorwurf der Vergewaltigung.